# حسن قاسمیه
حسن قاسمیه  (زاده ۱۲۹۲ خورشیدی در تهران؛ درگذشت: ۱۸ خردادماه ۱۳۴۸ خورشیدی در تهران) از سران جبهه ملی ایران سازمان دهنده کمیته بازار تهران و بنیانگذار سرای حاج حسن نو در بازار تهران بود. او به کار تجارت در رشته‌های واردات و صادرات فعالیت بازرگانی داشت و به دلیل طرفداری از محمد مصدق بارها دستگیر و زندانی ویا به تبعید از ایران محکوم شد.

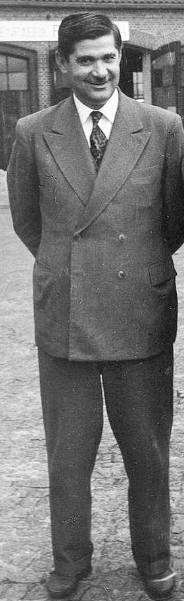
حسن قاسمیه رهبر جبهه ملی ایران

## زندگی‌نامه
حسن قاسمیه زاده ۱۲۹۲ خورشیدی درمحله سرچشمه تهران به دنیا آمد. پدرش «حاج محمدقاسم قاسمیه» یکی از تجار معروف بازار تهران و از اهالی سرشناس در محله سرچشمه تهران از طرفداران مشروطیت و در هنگام انقلاب مشروطه در سفارت انگلیس تهران متحصن شده بودند. حاج حسن قاسمیه پس از تحصیلات در تجارتخانه پدرش در بازار تهران سرای حاج حسن به کار تجارت دررشته‌های واردات و صادرات فعالیت بازرگانی خود را شروع کرد. چندی نگذشت که مدیریت تجارتخانه را بعهده گرفت و در کنار فعالیت تجارت؛ همراه با دو بازرگان «حاج عباس قناعی» و «حاج محمدحسین ملکزاده» اقدام به ساختمان سرای حاج حسن نو بازار تهران نمود. درسال۱۳۲۷سرای حاج حسن نو که شامل۱۱۴تجارتخانه و۵۶ انبار کالا بود، اتمام یافت و دراختیار بازرگانان علاقه‌مند قرارگرفت. حاج حسن قاسمیه درسال۱۳۳۸با مشارکت دو بازرگان «حاج عبداله انصاری» و «عباسعلی زارعی مدنی» کارخانه تولیدی ظروف بهداشتی لبنیات به نام کارخانه لیوان‌سازی پارچ در تهران پارس تأسیس کرد.

## فعالیت سیاسی
حسن قاسمیه فعالیت سیاسی را از سال ۱۳۲۸ همراه با مبارزه ضد استعماری مردم ایران به رهبری محمد مصدق برای ملی شدن صنعت نفت ایران آغاز کرد. وی از برجسته‌ترین حامیان جبهه ملی ایران در جریان نهضت ملی شدن صنعت نفت ایران بود که نقش مهمی در موفقیت‌های این نهضت داشت. وی یکی از سازمان دهندگان کمیته بازار تهران و از اعضای شاخص نهضت مقاومت ملی و از سران جبهه ملی ایران بود. در تیرماه سال ۱۳۳۹ اللهیار صالح کوشش کرد که جبهه ملی را در ایران دوباره به راه بیندازد. در نتیجه برگزاری اولین کنگره جبهه ملی ایران (جبهه ملی دوم) در سال ۱۳۴۱ با حضور ۱۷۰ نفر از منتخبین حوزه‌های خود از سراسر کشور به ریاست سنی حسین واعظ‌زاده حکیم‌الهی با پیام محمد مصدق افتتاح شد و به مدت هفت روز از ۴ دی‌ماه در منزل حسن قاسمیه در تهران پارس جلسه گردهمایی ادامه داشت. پس از تلاش فعالان جبهه ملی ایران برای برگزاری تظاهرات اعتراض‌آمیز در روز ششم بهمن ماه سال ۱۳۴۱ در اعتراض به برنامه همه‌پرسی انقلاب سفید شاه و ملت جمعی از اعضای جبهه ملی ایران از جمله حسن قاسمیه توسط مأموران ساواک دستگیر شدند. او را به مدت ۸ ماه در زندان قزل قلعه زندانی کردند که روزگار محکومیتش همراه با سران دیگر جبهه ملی ایران گذشت.

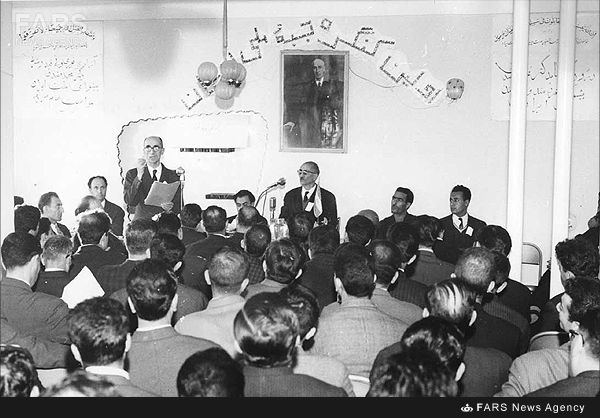
نشست افتتاحیه خط مقدم (جپه مهلی)

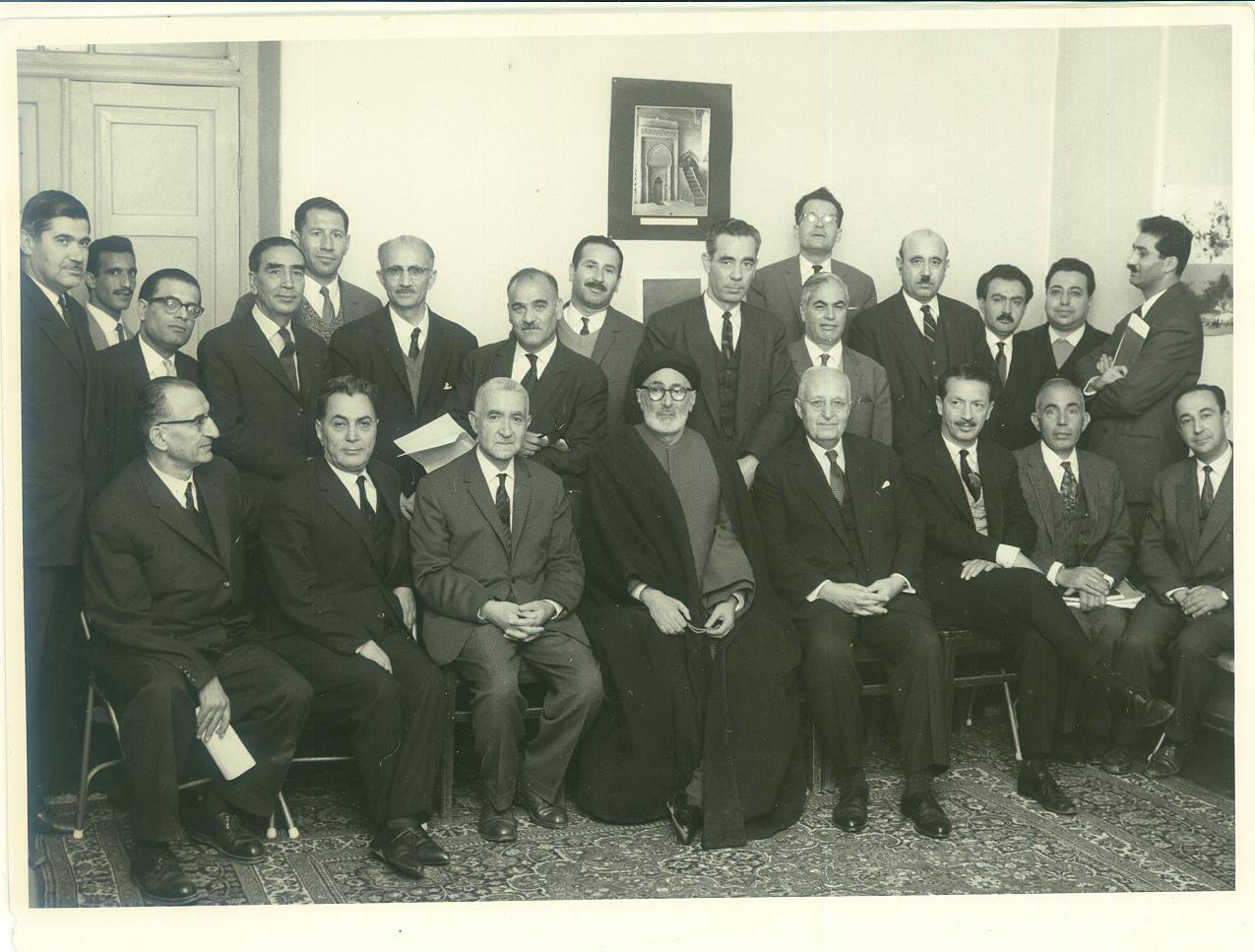
تصویر رهبران جبهه ملی ایران حسن قاسمیه، گوشه سمت چپ عکس دیده می‌شود

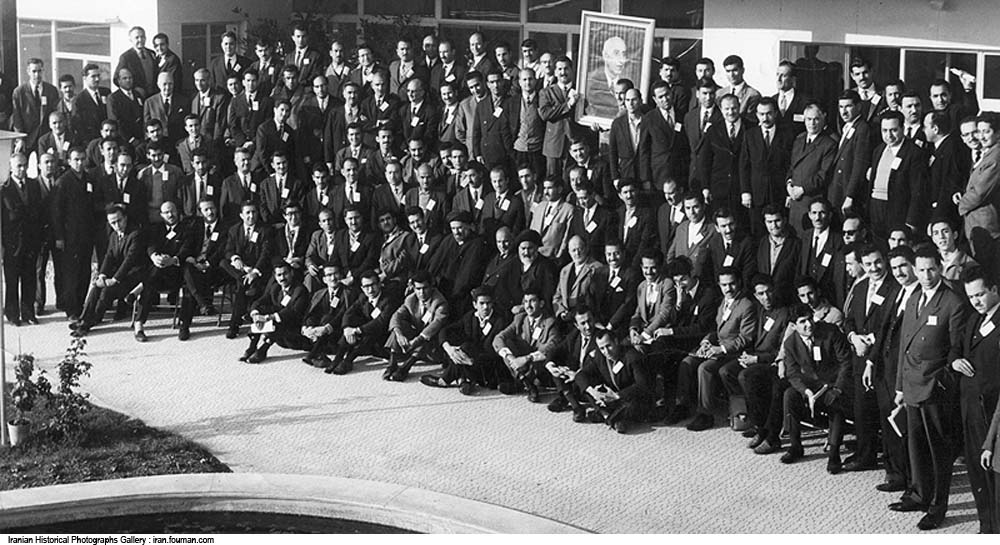
کنگره جبهه ملی تهران ۱۳۴۱

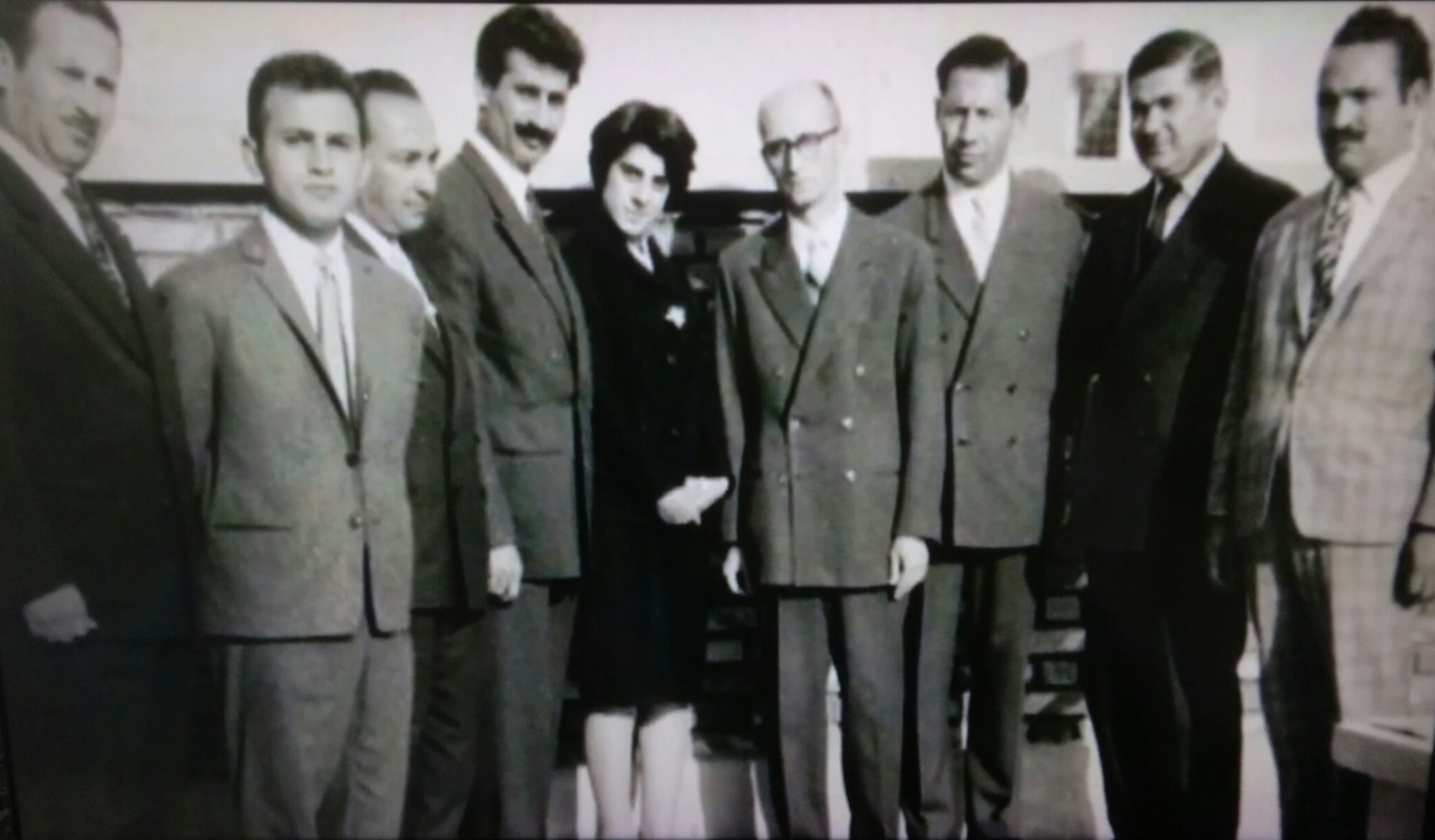
حسن قاسمیه در کنار فروهر و همسر

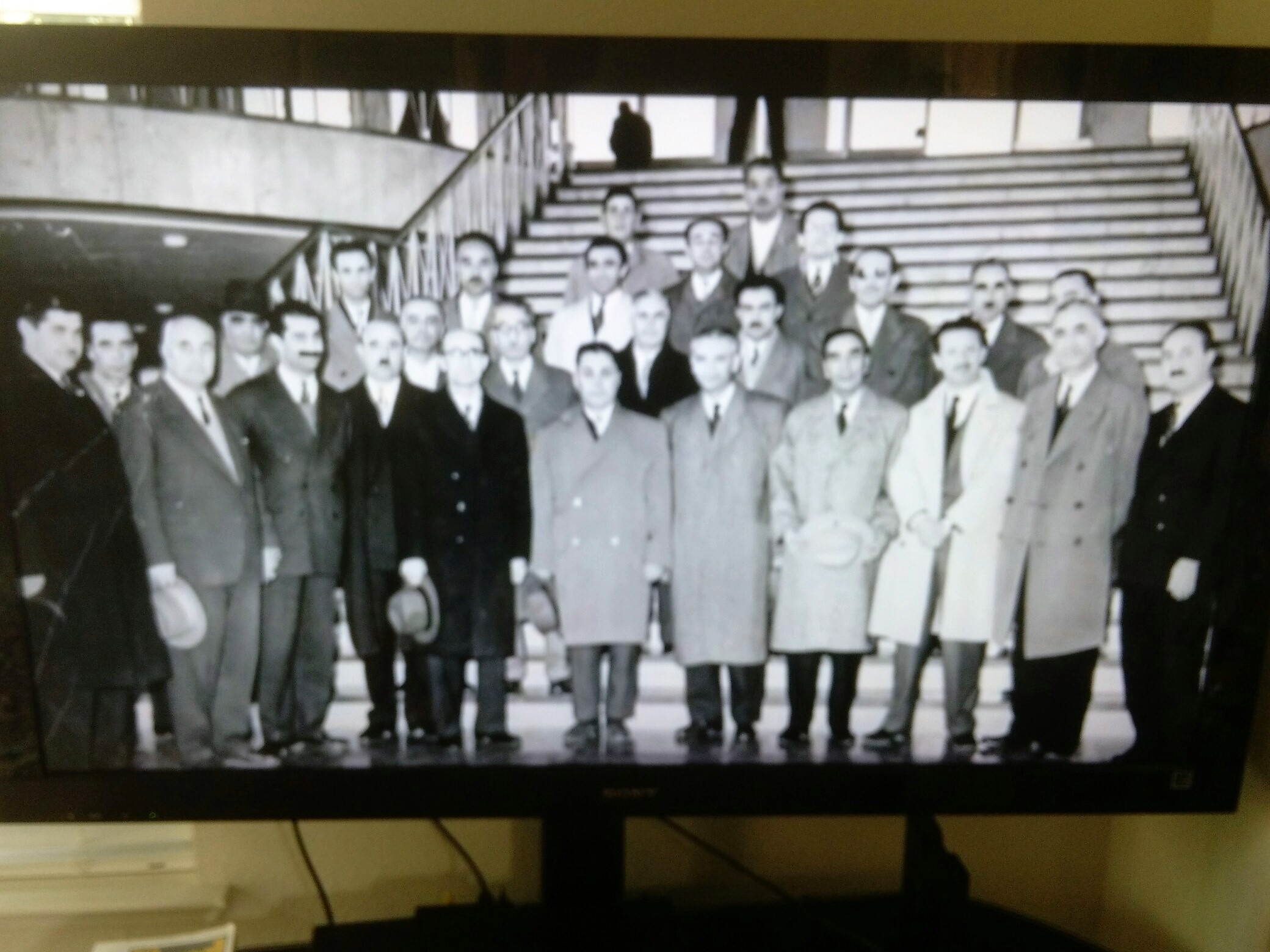
اخراج فرودگاهی اعضای خط مقدم

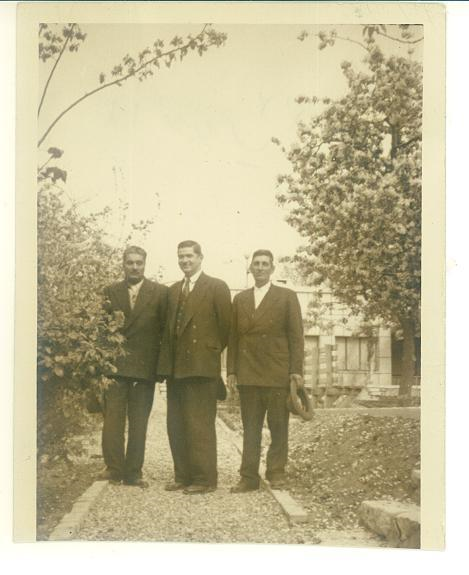
حسن قاسمیه در کنار محمد شمشیری، عضو جبهه ملی

## دوران بعد از کودتای ۲۸ مرداد
بعد از کودتای ۲۸ مرداد ۱۳۳۲ و سقوط دولت محمد مصدق و دستگیری رهبران وفادار جبهه ملی ایران متوقف شد. بعضی از فعالان ان جبهه که عبارت از
حسن قاسمیه همراه سید رضا زنجانی و محمد نخشب (حزب مردم ایران) خرگامی (نماینده حزب ایران) مهندس عظیما (حزب ملت ایران)، مهدی بازرگان حسین شاه‌حسینی یدالله سحابی ناصرصدرالحفاضی و احمدتوانگر و مهندس وفایی باتشکیل نهضت مقاومت ملی به مبارزه با حکومت ادامه دادند.
در انتخابات دوره هجدهم نهضت مقاومت ملی ۱۲تن از نامزدهای خود را معرفی کرد و از مردم خواست که به آنان رای دهند. حسن قاسمیه مسوولیت حوضه رفراندم منطقه خیابان فردوسی را عهده داربودنهضت مقاومت ملی باارائه اسناد و مدارک بی‌شمار از تخلفات و تقلبات گسترده مراتٻ را ضمن اعلام جرم به دیوان عالی کشور و مجلس تسلیم نمود و همچنین به سازمان ملل نیز شکایت کرد. خبرنگاران خارجی را از چگونگی برگزاری انتخابات آگاه نمود و نقشه حکومت را برای مشروع نشان دادن مجلس وشویات ان نقش  برآب کرد. پس از انتشار بیانیه تحت عنوان «در مقابل این توطئه بیدار باشیم» که در فروردین ۱۳۳۴ اشاره و انتشار جزوه نفت باعث دستگیری گسترده رهبران نهضت مقاومت ملی حسن قاسمیه سید رضا زنجانی دستگیر و زندانی سپس حسن قاسمیه تبعید به لبنان درشهربیروت شد.

## خدمات فرهنگی و اجتماعی و احداث مدارس
حسن قاسمیه برای فرهنگیان احترام فوق العادی قاٸل بود همیشه سعی بران داشت محیط آموزش و پرورش برای نسل آینده فراهم آورد.
در دوران نخست وزیری دکتر محمد مصدق قانونی بتصویب رسید که ۵٪ (پنج در صد) از عواید عوارض شهرداری در اختیار وزارت فرهنگ قرارگیرد.
این بودجه برای ساختن مدرسه‌های دخترانه و پسرانه در نظر گرفته شد وزارت فرهنگ برای اجرای این برنامه مهم دعوت نامه‌ای برای هیݝݖ نظارت که افتخار این امر مهم را جامع عمل بپوشانند فرستاد ازجمله دعوت نامه‌ای به نام حسن قاسمیه فرستاده شد نتیجتاً هیئت مدیره تشکیل شد و آقای حسن قاسمیه عضو افتخاری باعنوان خزانه دار انتخاب شد این سمت را ایشان تا آخر عمر در نهایت علاقمندی و دلسوزی و نظارت تا مدارس از لحاظ کیفیت و کمیت بسیار مناسب باشد. وزارت فرهنگ همه ساله در جشن مهرگان با تقدیرنامه و نیز نشان سپاس از خدمات فرهنگی حسن قاسمیه قدردانی نمود.
از رزمند گان مبارزه بابی سوادی بود در دوران خدمت افتخاری او تعدادی بیش از ۲۴۶مدرسه دخترانه و پسرانه در تهران ساخته شد و این کار پس از فوت ایشان نیز ادامه دارد در مدرسه دارالفنون سالن فرهنگی و اجتماعی امیرکبیر را ساخت و در زندان قصر تهران مدرسه‌ای برای زندانیان از همین بودجه به سرپرستی حسن قاسمیه ساخته شد.

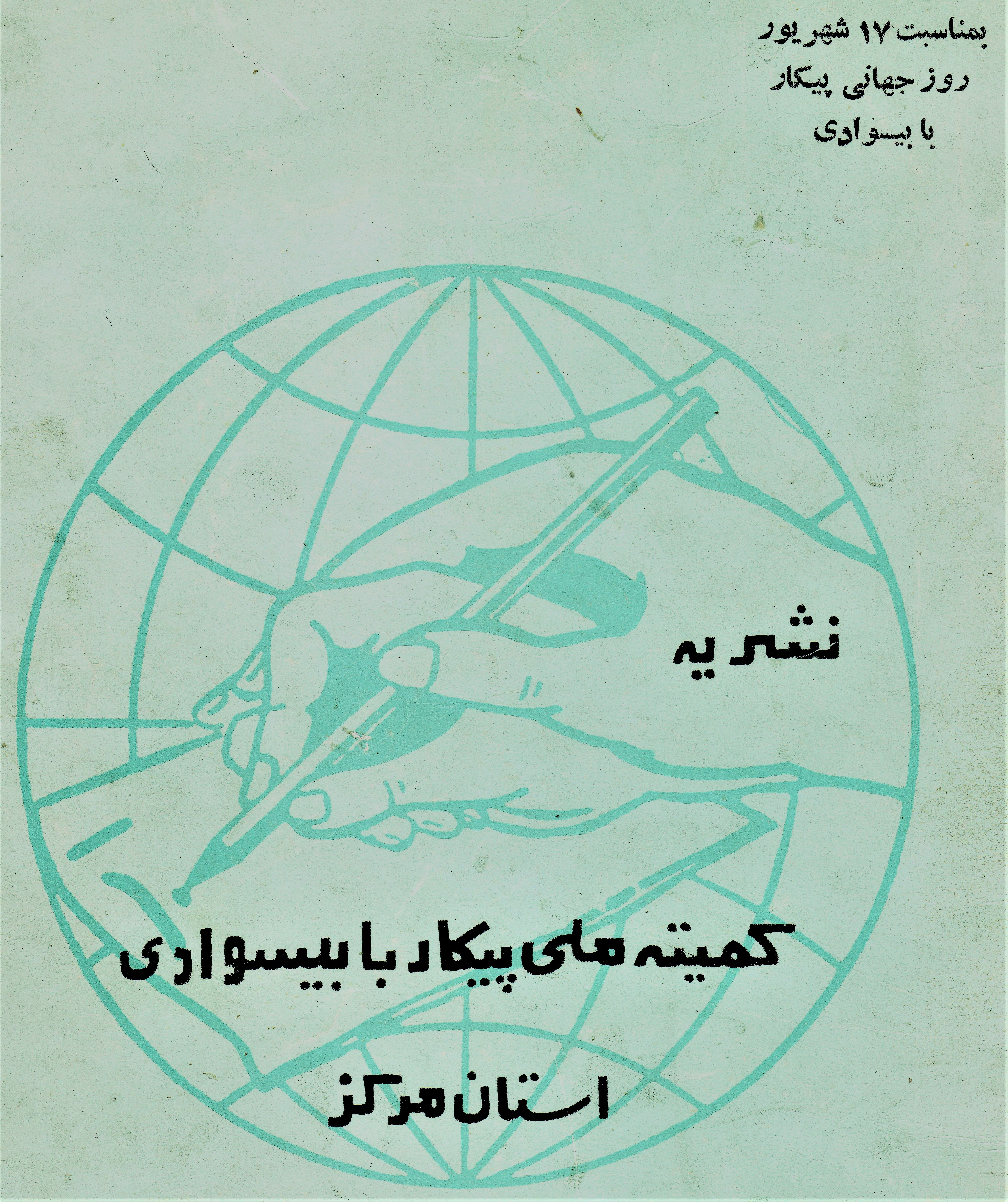

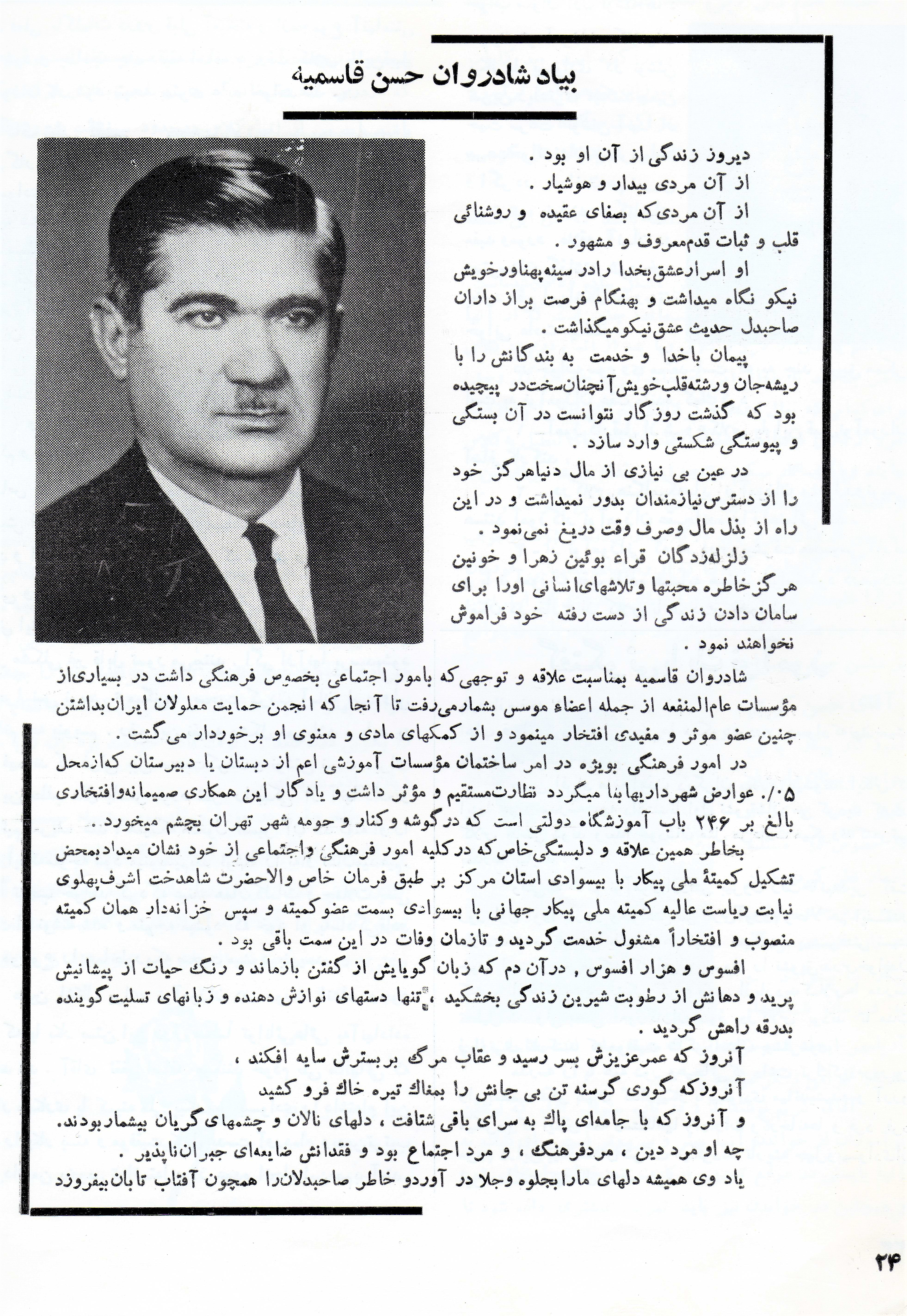

## در گذشت
حسن قاسمیه عمر کوتاهی داشت اما سراسر از فعالیت و میهن دوستی و علاقه‌مندی به کار و مردم دوستی بود او خدمت‌گذار مردم بود. آرزو داشت تا همه از نعمت فرهنگ و آموزش برخوردار باشند و در صلح و رفاه زندگی نمایند. حسن قاسمیه یکباره و ناگهانی بیمار شد که تشخیص بیماری و معالجه ان مشکل بود وی را برای معالجه به هامبورگ در کشور آلمان بردند پزشکان باتجربه آن جا نتوانستند کمکی نمایند. در مراجعت به تهران در فضای آسمان آتن (پایتخت یونان) در هواپیما فوت شد همسر و فرزندش همراه او بودند روز بعد تشییع جنازه وی با همراهی جمعیت زیادی از بستگان و دوستان و مردم قدرشناس تا شهر قم استان قم انجام گرفت او را ڍڔ مقبره خانوادگی حاج محمد قاسم قاسمیه تهرانی واقع در باغ رضوان استان قم به خاک سپردند. مراسم یادبود و ختم آن در مسجد ارگ تهران با شرکت هیئت اجرائیه جبهه ملی ایران و فرهنگیان آموزش و پرورش جمعیت بسیار بزرگی برگزار شد و خاطرات و خدمات اجتماعی آن را گرامی داشتند. چون پیش از مراسم ختم اوراق اعلان مجلس ختمش در بین بازاریان و مردم توزیع و پخش شده بود تظاهراتی در میدان ارگ انجام شد.

## تسلیت و عکسها

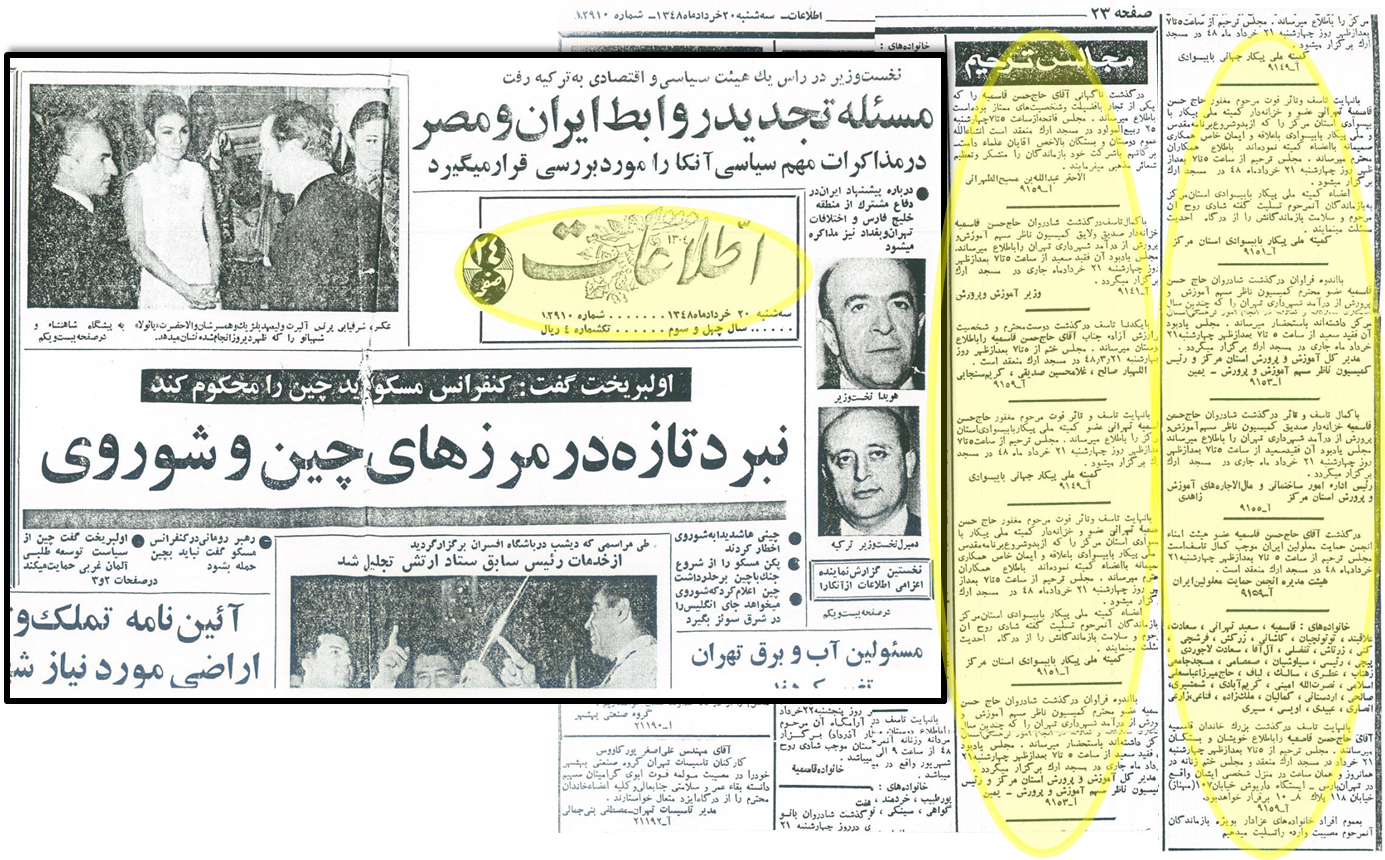
تسلیتها از طرف رهبران جبهه ملی ایران و رعسای عالی رطبه کشور در روزنامه اطلاعات در مورد مرگ حسن قاسمیه در تهران

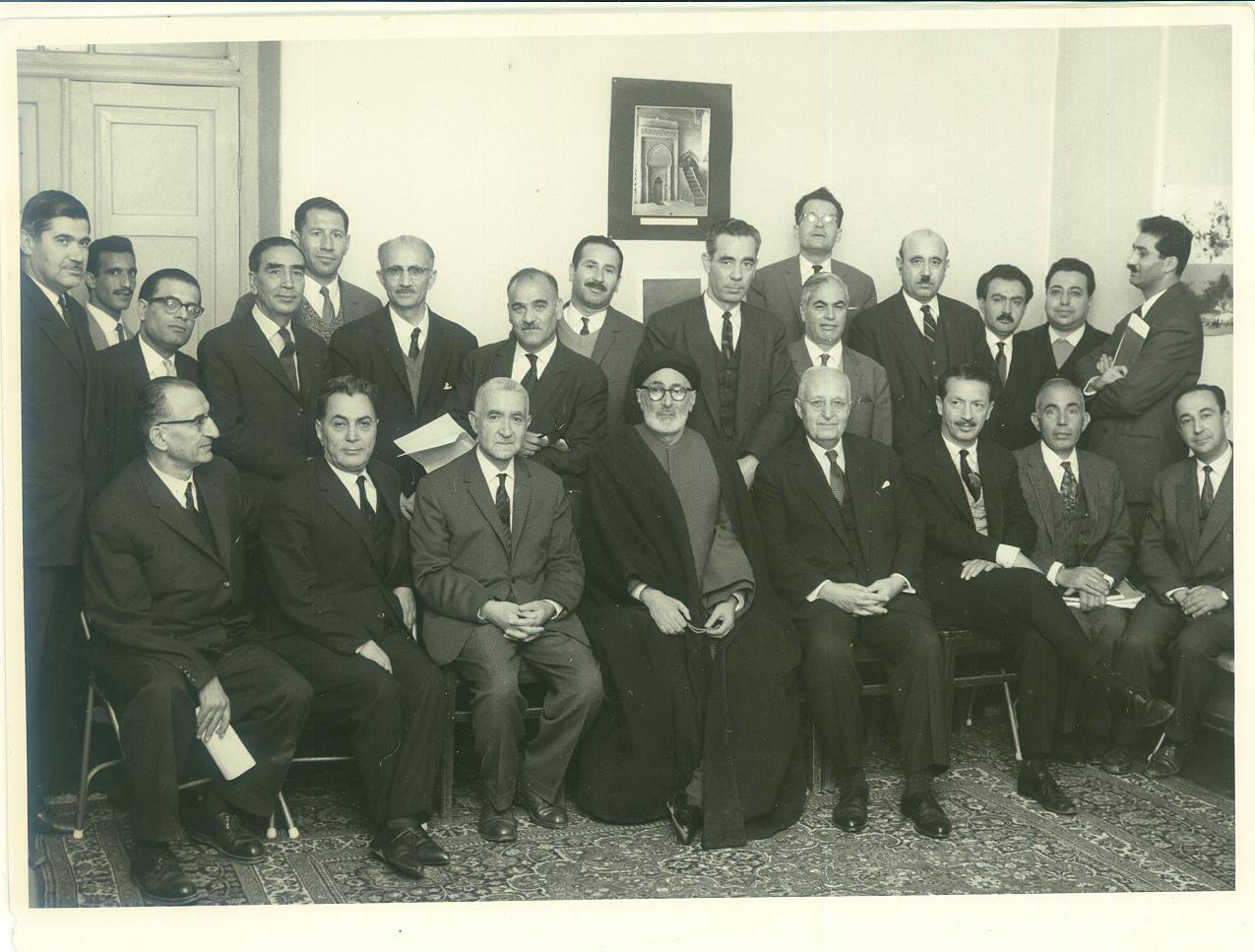
تصویر رهبران جبهه ملی ایران حسن قاسمیه، گوشه سمت چپ عکس دیده می‌شود